# Chirotica
Chirotica är ett släkte av steklar som beskrevs av Förster 1869. Chirotica ingår i familjen brokparasitsteklar.

## Dottertaxa tillChirotica, i alfabetisk ordning[1][2]
- Chirotica alayoi
- Chirotica albobasalis
- Chirotica atricauda
- Chirotica brevilabris
- Chirotica bruchii
- Chirotica canariensis
- Chirotica confederatae
- Chirotica conspicua
- Chirotica crassipes
- Chirotica decorata
- Chirotica decorator
- Chirotica densata
- Chirotica insignis
- Chirotica longicauda
- Chirotica maculipennis
- Chirotica matsukemushii
- Chirotica meridionalis
- Chirotica minor
- Chirotica nigripes
- Chirotica nigrithorax
- Chirotica nigriventris
- Chirotica orientalis
- Chirotica parallela
- Chirotica phrixonota
- Chirotica pothina
- Chirotica productor
- Chirotica protector
- Chirotica punctata
- Chirotica rubrotincta
- Chirotica ruficeps
- Chirotica ruficoxa
- Chirotica ruginota
- Chirotica sheppardi
- Chirotica stangei
- Chirotica stigmatica
- Chirotica tenuipes
- Chirotica tenuis
- Chirotica terebrator
- Chirotica thyridopteryx
- Chirotica transversator